# Dolmen von Ballegård

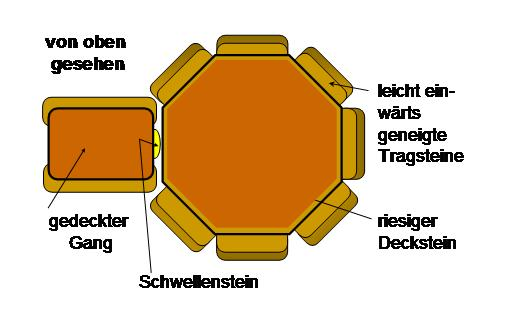
Schema Polygonaldolmen von oben gesehen

Der Dolmen von Ballegård (auch als Ganggrab von Falslev bezeichnet) liegt etwa 0,5 km nordöstlich von Assens/Mariagerfjord, nahe dem Mariagerfjord in Dänemark. Neolithische Monumente sind Ausdruck der Kultur und Ideologie neolithischer Gesellschaften. Ihre Entstehung und Funktion gelten als Kennzeichen der sozialen Entwicklung.
Der in der Jungsteinzeit (3500–2800 v. Chr.) von den Trägern der Trichterbecherkultur (TBK) errichtete Polygonaldolmen ist nicht mehr von seinem Erdhügel bedeckt. Die innen 2,5 × 4,0 m große Kammer ist ursprünglich aus neun großen Megalithen gebaut worden, die auf der Westseite bis zu 1,8 m hoch sind. Einer der Tragsteine des Dolmen fehlt. Die Kammer wird von einem für den Typ charakteristischen riesigen Deckstein bedeckt. Auf der Ostseite liegt ein für Dolmen ungewöhnlich langer, fünf Meter messender Gang. Er hat drei Steine auf der einen und vier auf der anderen Seite. Die Decksteine des Ganges fehlen.